# 남원 진기리 느티나무
남원 진기리 느티나무(南原 眞基里 느티나무)는 대한민국 전북특별자치도 남원시 보절면 진기리 신기마을에 있는 느티나무이다. 1982년 11월 9일 대한민국의 천연기념물 제281호로 지정되었다.
600년 고목의 느티나무로 높이 23m, 가슴높이의 둘레가 8.25m로, 뿌리 근처의 둘레와 가지의 길이가 각각 13.5m, 25.8m에 이른다. 조선 세조(1455~1468년) 당시 단양 우씨가 처음 이 마을에 들어올 때 심은 것으로 전해지고 있다. 신기마을 주민들은 매년 정월에 주민화합과 마을 안녕을 기원하는 당산제를 지내고 있다.

## 개요
느티나무는 한국을 비롯하여 일본, 대만, 중국 등의 따뜻한 지방에 분포하고 있다. 가지가 사방으로 퍼져 자라서 둥근 형태로 보이며, 꽃은 5월에 피고 열매는 원반 모양으로 10월에 익는다. 줄기가 굵고 수명이 길어서 쉼터 역할을 하는 정자나무로 이용되거나 마을을 보호하고 지켜주는 당산나무로 보호를 받아왔다.
진기마을의 정자나무 구실을 하고 있는 남원 진기리 느티나무는 나이가 약 600살 정도로 추정되며, 크기는 높이 23m, 가슴 높이의 둘레가 8.25m이다. 단양 우씨가 처음 이 마을에 들어올 때 심은 것이라고 전해진다. 조선 세조(재위 1455∼1468) 때 힘이 장사인 우공(禹貢)이라는 무관(武官)이 뒷산에서 나무를 뽑아다가 마을 앞에 심고 마을을 떠나면서 나무를 잘 보호하라고 했다고 한다. 그는 세조 때 함경도에서 일어난 이시애의 난을 평정하는데 큰 공을 세워 적개공신 3등의 녹훈을 받았으며 그 후 경상좌도수군절도사를 지냈다고 한다. 후손들은 사당을 짓고 한식날 제사를 지내고 있으며, 가까운 곳에 우씨 집안의 열녀문(烈女門)이 있다.
남원 진기리 느티나무는 단양 우씨가 마을을 이룬 유래를 알 수 있는 자료로 문화적 가치가 있고, 오래된 나무라 생물학적 보존가치도 크므로 천연기념물로 지정·보호하고 있다.

## 같이 보기
- 느티나무

## 참고 자료
- 남원 진기리 느티나무 - 국가유산청 국가유산포털